# Berantevilla
Berantevilla (Basque: Beranturi) là một đô thị trong tỉnh Álava, thuộc Xứ Basque, phía bắc Tây Ban Nha.
Đô thị này nằm ở độ cao 479 m trên mực nước biển, cách Victoria 29 km. Diện tích là 37,7 km², dân số 446 người (INE 2007) với mật độ 11,83 người/km²